# Ruthiella saxicola
Ruthiella saxicola är en klockväxtart som först beskrevs av Pieter van Royen, och fick sitt nu gällande namn av Cornelis Gijsbert Gerrit Jan van Steenis. Ruthiella saxicola ingår i släktet Ruthiella och familjen klockväxter. Inga underarter finns listade i Catalogue of Life.